# Don Huonot
Don Huonot war eine finnische Rockband, die in ihrem Heimatland als sehr erfolgreich galt.

## Bandgeschichte

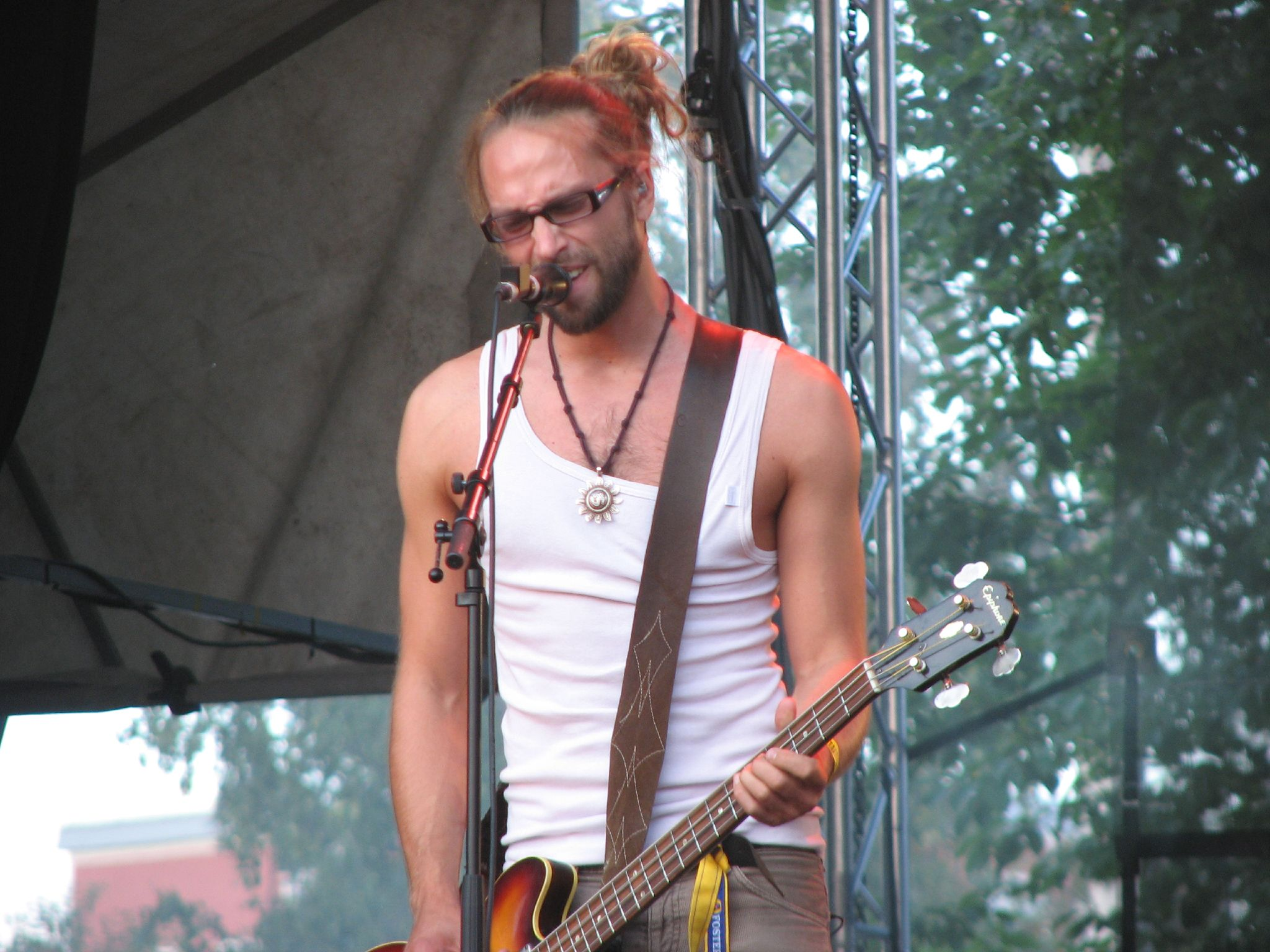
Kie von Hertzen

Don Huonot wurde 1989 von Schulfreunden gegründet. Der Bandname ist ein Wortspiel zur finnischen Aussprache von „D on huono T“, was auf Deutsch in etwa „D ist ein schlechtes T“ bedeutet.
1991 veröffentlichten sie ihr erstes Album Silmänkääntötemppu, aber erst mit dem sechsten Album Hyvää yötä ja huomenta (dt. Gute Nacht und Guten Morgen) schafften sie 1997 den Durchbruch in Finnland.
Sie erhielten mehrere Emmas und waren Ende der 90er eine der erfolgreichsten Rockbands in Finnland.
2003 trennten sie sich nach einer Abschiedstour. Sänger Kalle Ahola begann eine Solokarriere, Kie von Hertzen widmete sich mit seinen beiden Brüdern der 2001 gegründeten Progressive-Rock-Band Von Hertzen Brothers und Schlagzeuger Jussi Chydenius singt Bass bei dem A-cappella-Ensemble Rajaton.
Für den Sommer 2010 wurden Comeback-Konzerte am Ruisrock- und Ankkarock-Festival angekündigt.

## Diskografie

### Alben
- 1991:Silmänkääntötemppu
- 1994: Kameleontti
- 1994: Verta, pornoa ja propagandaa
- 1995: Kaksoilolento
- 1996: Nämä päivät, nämä yöt
- 1997: Hyvää yötä ja huomenta
- 1999: Tähti
- 1999: Kultaiset apinat
- 2002: Don Huonot
- 2003: Olimme kuin veljet (suurimmat hitit 89-03)
- 2010: Luurangot laatikossa
- 2015: Don parhaat 1990-2015

### Singles
- 1997: Riidankylväjä
- 1998: Piikkilankaa
- 1999: Tule sellaisena kuin olet
- 1999: Kannibaali
- 1999: Tuulee
- 1999: Suojelusenkeli
- 2000: Torremolinos 2000 (mit Apulanta)
- 2001: Berliini
- 2002: Sydänpuu
- 2002: Merirosvoradio
- 2002: Pyhimys
- 2003: Paha kesä